# Фёдоровка (Опольевское сельское поселение)
Фёдоровка (фин. Skulmanni) — деревня в Опольевском сельском поселении Кингисеппского района Ленинградской области.

## История
Впервые упоминается в Писцовой книге Водской пятины 1500 года как сельцо Рагвицы в Опольском Воздвиженском погосте в Чюди Ямского уезда.
На карте Ингерманландии А. И. Бергенгейма, составленной по шведским материалам 1676 года, на месте деревни обозначена мыза Raguwits Hoff.
На шведской «Генеральной карте провинции Ингерманландии» 1704 года — мыза Ragowitz hof.
На карте Санкт-Петербургской губернии Ф. Ф. Шуберта 1834 года упоминается деревня Фёдоровка, рядом с ней обозначены четыре водяные мельницы.

ФЁДОРОВСКОЕ — деревня принадлежит действительному статскому советнику Дубянскому, число жителей по ревизии: 38 м. п., 39 ж. п. (1838 год)

В пояснительном тексте к этнографической карте Санкт-Петербургской губернии П. И. Кёппена 1849 года она записана как деревня Skulmanni (Федоровское) и указано количество её жителей на 1848 год: савакотов — 13 м. п., 15 ж. п., всего 28 человек, русских — 36 человек.
Деревня Фёдоровка обозначена на карте профессора С. С. Куторги 1852 года.

ФЁДОРОВСКАЯ — деревня генерал-майора Зиновьева, 10 вёрст по почтовой дороге, а остальное по просёлкам, число дворов — 14, число душ — 32 м. п. (1856 год)

ФЁДОРОВКА — деревня, число жителей по X-ой ревизии 1857 года: 31 м. п., 29 ж. п., всего 60 чел.

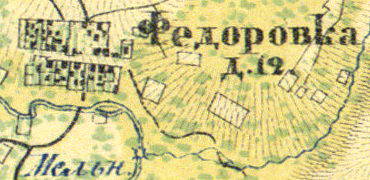
Деревня Фёдоровка на карте 1860 года

Согласно «Топографической карте частей Санкт-Петербургской и Выборгской губерний» в 1860 году деревня Фёдоровка насчитывала 12 дворов, к югу деревни, на реке Солка находились 4 водяных мельницы.

ФЁДОРОВСКАЯ — деревня владельческая при реке Солке, число дворов — 15, число жителей: 30 м. п., 28 ж. п. (1862 год)

ФЁДОРОВКА — деревня, по земской переписи 1882 года: семей — 18, в них 55 м. п., 51 ж. п., всего 106 чел.

ФЁДОРОВКА — деревня, число хозяйств по земской переписи 1899 года — 18, число жителей: 43 м. п., 32 ж. п., всего 75 чел.;
 разряд крестьян: бывшие владельческие; народность: русская — 27 чел., финская — 43 чел., смешанная — 5 чел.

В конце XIX века деревня административно относилась ко 2-му стану Ямбургского уезда Санкт-Петербургской губернии, в начале XX века — к Ополицкой волости 1-го стана. Население деревни было смешанным — финско-русским.
Согласно данным переписи населения СССР 1926 года в деревне Фёдоровка Ополицкого сельсовета Ястебинской волости Кингисеппского уезда проживали 69 человек — большинство финны, а также русские.

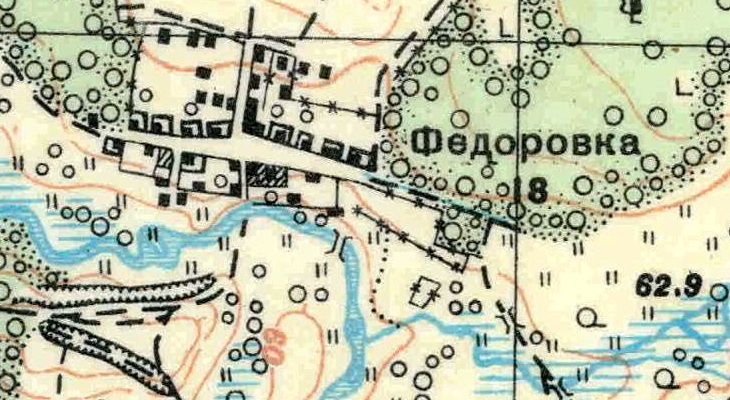
План деревни Фёдоровка. 1930 год

Согласно топографической карте 1930 года деревня насчитывала 18 дворов.
По данным 1933 года деревня Фёдоровка входила в состав Гурлевского сельсовета Кингисеппского района.
По данным 1966, 1973 и 1990 годов деревня Фёдоровка находилась в составе Опольевского сельсовета Кингисеппского района.
В 1997, 2002 и в 2007 годах в деревне Фёдоровка постоянное население отсутствовало.

## География
Деревня расположена в восточной части района близ автодороги 41К-232 (Гурлёво — Кёрстово).
Расстояние до административного центра поселения — 3 км.
Расстояние до ближайшей железнодорожной станции Кёрстово — 4 км.
Через деревню протекает река Солка.

## Демография
| 1862 | 2007 | 2010 | 2017 |
| ---- | ---- | ---- | ---- |
| 58   | ↘0   | →0   | →0   |

### Национальный состав
Согласно данным Всероссийской переписи населения 2021 года в деревне проживали 13 человек, все русские.

## Улицы
Прибрежная.